# 壞蛋聯盟2
《壞蛋聯盟2》（英語：The Bad Guys 2）是一部2025年美國電腦動畫搶劫喜劇電影，為2022年電影《壞蛋聯盟》的續集，由夢工廠動畫公司製作、環球影業發行。該片改編自艾倫·布雷比的同名兒童圖書系列，由皮埃爾·佩里費爾執導，山姆·洛克威爾、馬克·馬龍、克雷格·羅賓森、安東尼·拉莫斯、奧卡菲娜、丹妮爾·布魯克斯、娜塔莎·雷昂、瑪麗亞·巴卡洛娃、薩琪·畢茲、理察·艾歐阿德、莉莉·辛格以及艾利克斯·布斯汀聲演。
《壞蛋聯盟2》2025年8月1日在美國上映。

## 配音員及角色
- 山姆·洛克威爾聲演狼先生（Mr. Wolf）：「壞蛋聯盟」領袖，開車高手。
- 馬克·馬龍（英语：Marc Maron）聲演蛇先生（Mr. Snake）：「壞蛋聯盟」成員之一，保險箱開鎖專家。
- 安東尼·拉莫斯聲演食人魚先生（Mr. Piranha）：「壞蛋聯盟」成員之一，擅長打架，做事不管後果。
- 克雷格·羅賓森聲演鯊魚先生（Mr. Shark）：「壞蛋聯盟」成員之一，擅長偽裝，擁有多件偽裝用的衣服。
- 奧卡菲娜聲演狼蛛小姐（Ms. Tarantula）：「壞蛋聯盟」成員之一，綽號為「萬絲通」，專業電腦黑客。
- 丹妮爾·布魯克斯聲演Kitty Cat
- 娜塔莎·雷昂聲演Doom
- 瑪麗亞·巴卡洛娃聲演Pigtail
- 莉莉·辛格聲演芬妮·毛茸茸（Tiffany Fluffit）：電視台第六頻道中《動感新聞》的記者，經常報道有關「壞蛋聯盟」的新聞。
- 薩琪·畢茲聲演黛安·狐辛頓（Diane Foxington）：新上任的加州州長，功夫十分了得，以前是名為「赤紅之爪」的小偷，及後洗心革面。
- 理察·艾歐阿德聲演橘子果醬教授（Professor Marmalade）：曾經是「年度最佳好人獎」得主，也是「心形隕石」的發現者，目前被囚禁。
- 艾利克斯·布斯汀聲演魯金斯局長（Chief Luggins）：警察局長，常被「壞蛋聯盟」戲弄，以拘捕「壞蛋聯盟」作為目標。

## 製作
2022年3月，導演皮埃爾·佩里費爾表示樂意製作《壞蛋聯盟》續集。2024年3月，夢工廠動畫確認製作《壞蛋聯盟2》，佩里費爾回歸執導，山姆·洛克威爾、馬克·馬龍、克雷格·羅賓森、安東尼·拉莫斯、奧卡菲娜、薩琪·畢茲、理察·艾歐阿德、莉莉·辛格以及艾利克斯·布斯汀回歸聲演各自的角色。丹尼爾·彭伯頓亦確認回歸為續集進行配樂。2024年7月，娜塔莎·雷昂加入配音陣容。2024年11月，釋出首支預告片，透露了丹妮爾·布魯克斯和瑪麗亞·巴卡洛娃為配音陣容之一。

## 發行
《壞蛋聯盟2》排定於2025年8月1日在美國上映。作為環球影業與Netflix簽訂的合作協議的一部分，該片在付費電視平台的前四個月在孔雀上播放，然後在接下來的十個月內轉至Netflix播映，並在剩下的四個月內返回孔雀。

## 票房
截至2025年8月1日，《壞蛋聯盟2》在北美票房收入達920萬美元，國際票房收入為790萬美元，全球總票房累計1,710萬美元。該片於週四的預映中便獲得225萬美元的票房成績。

## 迴響

### 評價
爛番茄根據94條評論，本片獲得87%的新鮮度，觀眾投票獲得94%的分數，平均得分為4.5／5。在Metacritic上，本片獲得64分。根據CinemaScore的觀眾調查，該片在 A+ 至 F 的等級範圍內獲得平均評分「A」。

## 未來
2025年6月，在該電影上映前兩個月，導演佩里費爾於接受《Collider》專訪時透露，他們已在規劃第三部電影。